# 1150'erne
Århundreder: 11. århundrede – 12. århundrede – 13. århundrede
Årtier: 1100'erne 1110'erne 1120'erne 1130'erne 1140'erne – 1150'erne – 1160'erne 1170'erne 1180'erne 1190'erne 1200'erne
År: 1150 1151 1152 1153 1154 1155 1156 1157 1158 1159